# Rio Meão
Rio Meão é uma vila portuguesa sede da Freguesia de Rio Meão do Município de Santa Maria da Feira, freguesia com 6,47 km² de área e 4813 habitantes (censo de 2021), tendo, assim, uma densidade populacional de 743,9 hab./km².
A povoação de Rio Meão foi elevada à categoria de vila em 1993.

## História
A primeira referência a Rio Meão remonta ao século VIII (773) com a designação de "Riuus Medianus". Contudo, em 1220 já se encontrava organizada como Freguesia.
D. Sancho I doou esta freguesia à Ordem do Hospital, mais tarde conhecida por Ordem da Cruz de Malta. Esta Ordem de carácter religioso-militar teve uma enorme importância nas lutas da Reconquista, na reorganização e no povoamento do território Português.
Passou a vila em 20 de Maio de 1993
São Tiago é o padroeiro da freguesia e aparece como São Tiago de Rio Meão nos antigos livros de registos paroquiais.

## Demografia
A população registada nos censos foi:
| Distribuição da População por Grupos Etários | Distribuição da População por Grupos Etários | Distribuição da População por Grupos Etários | Distribuição da População por Grupos Etários | Distribuição da População por Grupos Etários |
| -------------------------------------------- | -------------------------------------------- | -------------------------------------------- | -------------------------------------------- | -------------------------------------------- |
| Ano                                          | 0-14 Anos                                    | 15-24 Anos                                   | 25-64 Anos                                   | > 65 Anos                                    |
| 2001                                         | 829                                          | 686                                          | 2682                                         | 491                                          |
| 2011                                         | 764                                          | 544                                          | 2893                                         | 730                                          |
| 2021                                         | 542                                          | 536                                          | 2706                                         | 1029                                         |

## Património
A freguesia possui uma casa brasonada e três grandes casas antigas de tradições: a Casa do Mourão, a Casa da Peredinha e a Casa dos Brandões de Tabuaça de Anta.
- Igreja de São Tiago
- Capela de Santo António
- Cruzeiro (no adro)
- Oratório (perto do adro)
- Nichos dos Passos
- Cruzeiro no sítio do Arraial de Santo António
- Casa brasonada oitocentista
- Casa do Sardão
- Marcos divisórios da freguesia

## Equipamentos
- Cripta da Igreja de Rio Meão